# Карлтон (Орегон)
Карлтон (англ. Carlton) — місто (англ. city) в США, в окрузі Ямгілл штату Орегон. Населення — 2220 осіб (2020).

## Географія
Карлтон розташований за координатами 45°17′40″ пн. ш. 123°10′31″ зх. д. / 45.29444° пн. ш. 123.17528° зх. д. (45.294511, -123.175332).  За даними Бюро перепису населення США в 2010 році місто мало площу 2,28 км², уся площа — суходіл.

## Демографія
Згідно з переписом 2010 року, у місті мешкало 2007 осіб у 702 домогосподарствах у складі 541 родини. Густота населення становила 881 особа/км².  Було 769 помешкань (337/км²).
Расовий склад населення:
| - 90,6 % — білих - 0,9 % — корінних американців - 0,8 % — азіатів - 0,4 % — вихідців з тихоокеанських островів - 0,2 % — чорних або афроамериканців - 2,5 % — осіб інших рас |

До двох чи більше рас належало 4,5 %. Частка іспаномовних становила 5,8 % від усіх жителів.
За віковим діапазоном населення розподілялося таким чином: 30,2 % — особи молодші 18 років, 60,5 % — особи у віці 18—64 років, 9,3 % — особи у віці 65 років та старші. Медіана віку мешканця становила 34,3 року. На 100 осіб жіночої статі у місті припадало 99,7 чоловіків;  на 100 жінок у віці від 18 років та старших — 95,3 чоловіків також старших 18 років.
Середній дохід на одне домашнє господарство  становив 60 223 долари США (медіана — 53 125), а середній дохід на одну сім'ю — 66 659 доларів (медіана — 58 750). За межею бідності перебувало 5,1 % осіб, у тому числі 3,2 % дітей у віці до 18 років та 8,0 % осіб у віці 65 років та старших.
Цивільне працевлаштоване населення становило 854 особи. Основні галузі зайнятості: освіта, охорона здоров'я та соціальна допомога — 16,6 %, виробництво — 16,4 %, роздрібна торгівля — 14,3 %.